# Alzenh
Alzenh (francès Alzen) és un municipi francès del departament de l'Arieja i la regió d'Occitània.